# Kontospora halophila
Kontospora halophila är en svampart som beskrevs av A. Roldán, Honrubia & Marvanová 1990. Kontospora halophila ingår i släktet Kontospora, divisionen sporsäcksvampar och riket svampar.   Inga underarter finns listade i Catalogue of Life.